# Plessur (region)
Plessur är en region i den schweiziska kantonen Graubünden. Den omfattar dels kantonens huvudstad Chur, dels de därifrån utgående dalförena Schanfigg och Churwaldnertal, som genomströmmas av floderna Plessur respektive Rabiusa.

## Språk
Regionen är tyskspråkig. Det rätoromanska språket trängdes steg för steg undan av tyska från 1300- till 1500-talet, dels genom inflyttning av walser till landsbygden, dels genom inflyttning till Chur från lägre belägna delar av Rhendalen och området runt Bodensjön, särskilt efter den stora stadsbranden 1464.

## Religion
I samband med reformationen övergav flertalet av regionens församlingar katolicismen. Churwalden blev dock konfessionellt delat, med gemensamt nyttjande av kyrkan för både katoliker och reformerta kyrka. I modern tid har antalet katoliker ökat genom inflyttning, och i Chur är de numera i majoritet.

## Historik
När kantonen indelades i distrikt 1851 bildades distrikt Plessur av de tidigare tingslagen (ungefär motsvarande svenska härader) Chur, Churwalden, Langwies och Sankt Peter (Ausserschanfigg), samt dessutom byn Arosa som tidigare tillhört tingslaget Davos.
Distriktet var uppdelat på tre politiska kretsar:  
- Chur (motsvarande det tidigare tingslaget, tillika staden med samma namn).
- Churwalden (motsvarande det tidigare tingslaget med samma namn, samt dessutom byn Praden).
- Schanfigg (motsvarande de tidigare tingslagen Langwies (utom Praden) och Sankt Peter, samt byn Arosa.

2016 genomfördes en indelningsreform i kantonen, varvid de tidigare distrikten ersattes av regioner. Kretsarna förlorade samtidigt sin politiska funktion och kvarstår endast som valkretsar. Distriktet Plessur ersattes då av regionen Plessur, som hade samma geografiska utsträckning, frånsett att även kommunen Haldenstein tillkom, vilken dittills hade hört till kretsen Fünf Dörfer i distriktet Landquart.

## Indelning
Regionen består av fyra kommuner:
| Vapen                | Namn                 | Invånare 2023-12-31 | Yta i km² |
| -------------------- | -------------------- | ------------------- | --------- |
| Arosa                | Arosa                | 3 143               | 154,79    |
| Chur                 | Chur                 | 38 949              | 54,24     |
| Churwalden           | Churwalden           | 2 147               | 48,53     |
| Tschiertschen-Praden | Tschiertschen-Praden | 293                 | 27,74     |